# العلاقات الغينية الليبيرية
العلاقات الغينية الليبيرية هي العلاقات الثنائية التي تجمع بين غينيا وليبيريا.

## مقارنة بين البلدين
هذه مقارنة عامة ومرجعية للدولتين:
| وجه المقارنة                                              | غينيا       | ليبيريا      |
| --------------------------------------------------------- | ----------- | ------------ |
| المساحة (كم2)                                             | 245.86 ألف  | 111.37 ألف   |
| عدد السكان (نسمة)                                         | 12.72 مليون | 4.73 مليون   |
| الكثافة السكانية (ن./كم²)                                 | 51.74       | 42.47        |
| العاصمة                                                   | كوناكري     | مونروفيا     |
| اللغة الرسمية                                             | لغة فرنسية  | لغة إنجليزية |
| العملة                                                    | فرنك غيني   | دولار ليبيري |
| الناتج المحلي الإجمالي (بليون دولار)                      | 10.50 مليار | 2.16 مليار   |
| الناتج المحلي الإجمالي (تعادل القوة الشرائية) بليون دولار | 15.24 مليار | 3.76 مليار   |
| الناتج المحلي الإجمالي الاسمي للفرد دولار أمريكي          | 531         | 455          |
| الناتج المحلي الإجمالي للفرد دولار أمريكي                 | 1.22 ألف    | 842          |
| مؤشر التنمية البشرية                                      | 0.411       | 0.430        |
| رمز المكالمات الدولي                                      | +224        | +231         |
| رمز الإنترنت                                              | .gn         | .lr          |
| المنطقة الزمنية                                           | 00          | 00           |

## منظمات دولية مشتركة
يشترك البلدان في عضوية مجموعة من المنظمات الدولية، منها:
| علم المنظمة | اسم المنظمة                                 | تاريخ انضمام غينيا | تاريخ انضمام ليبيريا |
| ----------- | ------------------------------------------- | ------------------ | -------------------- |
|             | مؤسسة التنمية الدولية                       | 26 سبتمبر 1969     | 28 مارس 1962         |
|             | البنك الإفريقي للتنمية                      | ?                  | ?                    |
|             | مؤسسة التمويل الدولية                       | 22 أكتوبر 1982     | 28 مارس 1962         |
|             | منظمة حظر الأسلحة الكيميائية                | ?                  | ?                    |
|             | الأمم المتحدة                               | 12 ديسمبر 1958     | 2 نوفمبر 1945        |
|             | منظمة الشرطة الجنائية الدولية               | ?                  | ?                    |
|             | البنك الدولي للإنشاء والتعمير               | 28 سبتمبر 1963     | 28 مارس 1962         |
|             | الاتحاد البريدي العالمي                     | ?                  | ?                    |
|             | المركز الدولي لتسوية المنازعات الاستشارية   | 4 ديسمبر 1968      | 16 يوليو 1970        |
|             | وكالة ضمان الاستثمار متعدد الأطراف          | 5 أكتوبر 1995      | 12 أبريل 2007        |
|             | مجموعة دول أفريقيا والكاريبي والمحيط الهادئ | ?                  | ?                    |
|             | الاتحاد الأفريقي                            | 1963               | ?                    |
|             | يونسكو                                      | 2 فبراير 1960      | 6 مارس 1947          |

## وصلات خارجية
- موقع وزارة الخارجية الليبيرية